# Scampia
Scampia (pron. italiana: [skamˈpiːa], pron. napoletana: [ʃkamˈbiːə]) è un quartiere di Napoli, situato nell'area nord della città, appartenente alla Municipalità VIII.
Costruito a cavallo della seconda metà del Novecento, Scampia confina a sud con i quartieri Piscinola (via Cupa della Filanda, via Tancredi Galimberti, via Antonio Labriola, via Piero Gobetti, via Oliviero Zuccarini) e Miano (Cupa Carbone, via del Gran Paradiso, via del Cervino, via Ettore Ciccotti, via Don Luigi Guanella), a sud-est col quartiere Secondigliano (Traversa Roma verso Scampia, via Roma verso Scampia, via Miano), a est col comune di Arzano, a nord coi comuni di Casandrino e Melito di Napoli e a ovest col comune di Mugnano di Napoli.

## Geografia fisica

### Territorio
Il quartiere si trova nella periferia nord di Napoli, è delimitato da via Miano e via Comunale Limitone d'Arzano per il quartiere Secondigliano (e da una parte anche il quartiere Miano), mentre, da via Vecchia Miano a Piscinola per il quartiere Piscinola.
Per i comuni Mugnano di Napoli, Melito di Napoli e Casandrino la Strada Provinciale 1 (circumvallazione) è il confine tra le entità.
Il quartiere dispone di un enorme polmone verde, parco Ciro Esposito, dedicato al tifoso del Napoli ucciso dal militare di estrema destra e ultrà della Roma Daniele De Santis. Il parco pubblico è situato in viale della Resistenza, proprio sotto le vele.

## Storia
(Titolo di un articolo di Roberto Saviano)

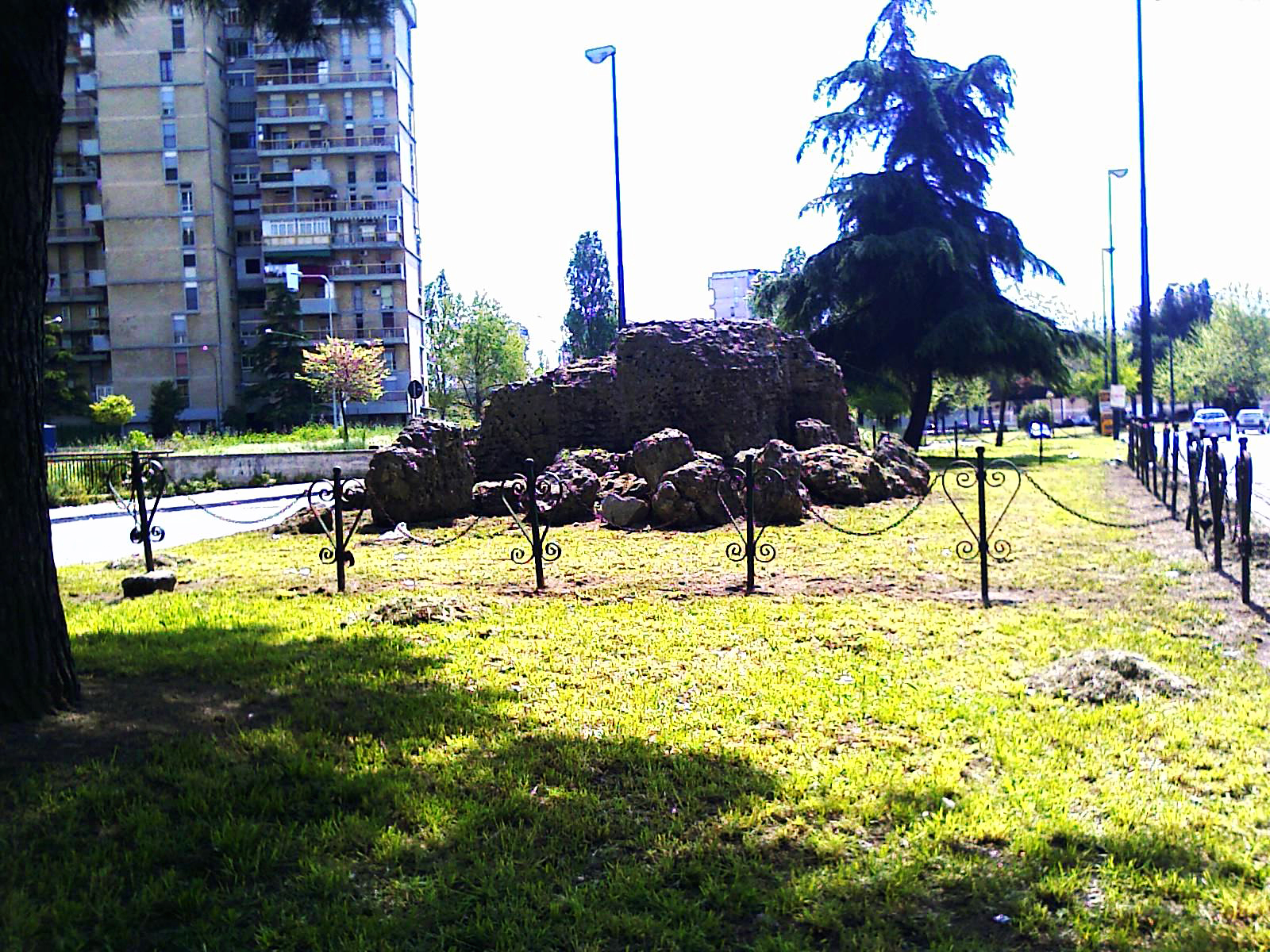
Antichità romane

Scampia è il nome di un piccolo borgo rurale, che ricadeva nel vicino comune di Secondigliano. Sopravvivono alcuni resti di una villa di epoca romana a testimonianza dell'originaria vocazione agricola. Era, infatti, una terra ricca di alberi da frutto, specialmente noci e mele.
Il primo nucleo abitativo moderno risale al secondo dopoguerra, ma il vero boom edilizio ci fu solo nel ventennio '70-'90 (oltre l'80% delle costruzioni risale a quel periodo), quando il quartiere fu costituito come 21ª circoscrizione di Napoli.

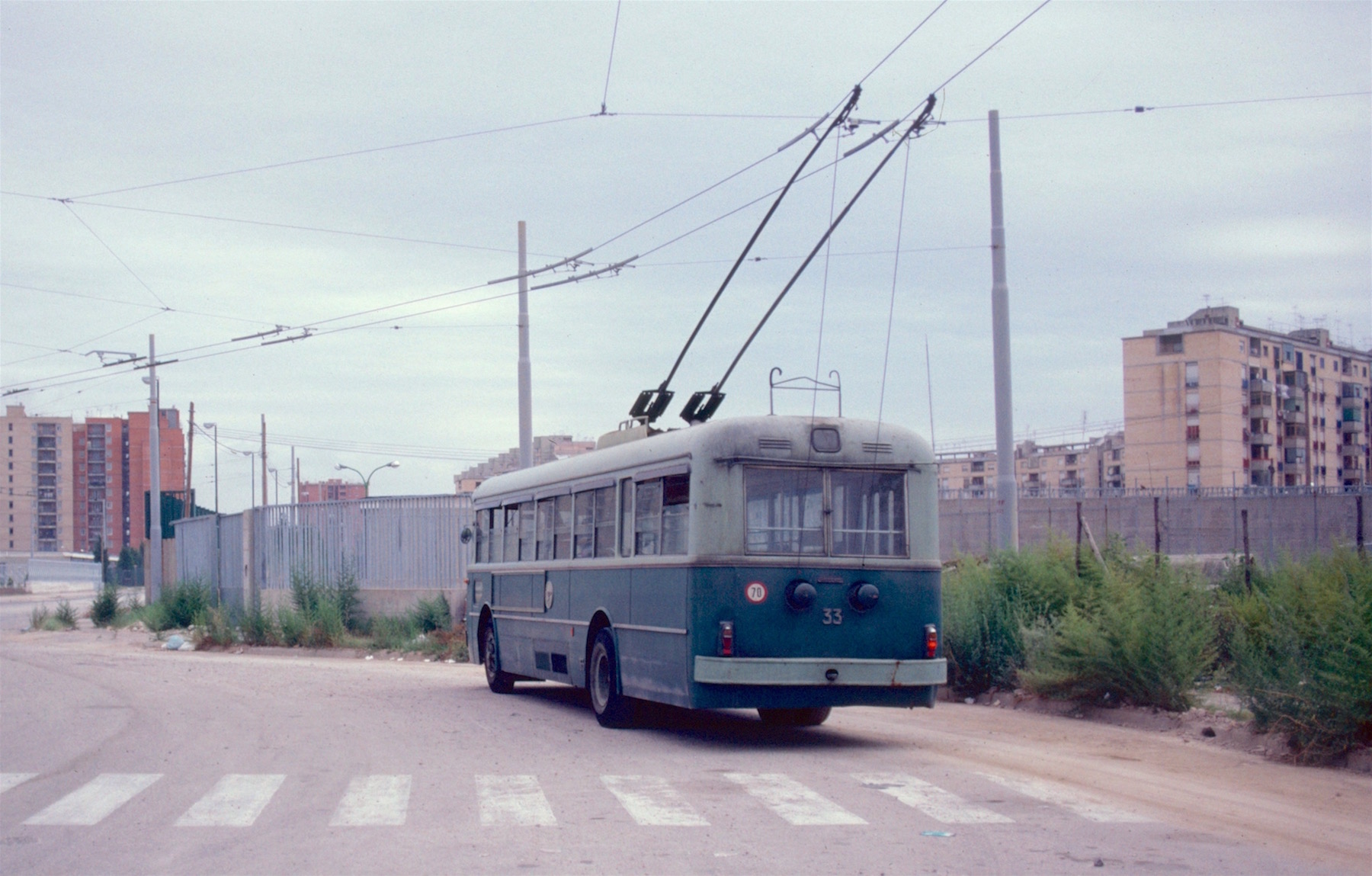
Autobus CTP 33 presso la fermata del Rione 167 (1983)

Nei primi anni '80 il fenomeno della droga a Scampia non era ancora agli enormi livelli raggiunti all'inizio del XXI secolo. Diventarono enormi gli introiti della criminalità organizzata per la sola attività dello spaccio degli stupefacenti, quantificabili in milioni di euro.
È uno dei quartieri più popolosi della città e il numero di residenti di fatto va visto ulteriormente al rialzo per via delle occupazioni abusive, non registrate all'anagrafe del comune di Napoli e che, secondo alcune stime, raggiungono le migliaia di unità. Tali occupazioni abusive interessano finanche gli scantinati e i ballatoi. Dal 2006 fa parte della Municipalità VIII del Comune di Napoli insieme con i quartieri limitrofi di Piscinola-Marianella e Chiaiano.
A Scampia si registra uno dei tassi di disoccupazione più alti d'Italia, pari al 46,9% della popolazione attiva nel censimento del 2011. Scampia è il primo quartiere di Napoli per disoccupazione, il secondo è Piscinola con il 44,3% di disoccupati.
Il principale freno allo sviluppo del quartiere è la massiccia presenza della criminalità organizzata: la camorra è fortemente attiva nella zona, controllando una notevole mole di lavoro nero, che si manifesta soprattutto col racket e il traffico di droga. Le vele hanno costituito, negli anni, un'isola di criminalità ben protetta, isolata, nel quale le forze dell'ordine godevano di un'autorità blanda e non potevano costituire, senza l'affiancamento di una politica sociale ed economica, la soluzione delle tante problematiche presenti, al punto da definire la zona paradiso della droga.
A fronte delle notevoli difficoltà socio-economiche del quartiere, gli enti locali, che conducono una lotta alla criminalità e per la riqualificazione urbana (con l'abbattimento di alcune vele), sono in difficoltà nel risolverne gli annosi problemi.
Nonostante la maggior parte di servizi sia di natura pubblica (Comune, ASL, UTB), si sono radicate nella cultura del quartiere anche delle aggregazioni in forma di comitato: per la casa, per l'abbattimento delle vele, per i LSU e per i Bros. Oltre a questi, vi sono gli attori del volontariato e del terzo settore che hanno attivato diversi servizi per la prevenzione e il contrasto all'emarginazione quali, ad es., la scuola di calcio "Arci Scampia", il progetto "Finestra Adolescenti" e l'associazione "Aizo" per l'integrazione sociale delle popolazioni nomadi.
All'interno del quartiere, infatti, vi sono due campi rom con 1500-1600 abitanti. La loro presenza ha creato spesso delle tensioni con la popolazione locale, come è successo nel 1999 e nel 2008. A seguito delle tensioni il comune di Napoli decise di spostare i campi Rom sulla via Circumvallazione Esterna.
Il 3 gennaio 2006, inoltre, la giunta Iervolino ha istituito "Napolinord", la società di trasformazione urbana con capitale sociale di 500 milioni di euro.
Sfruttando dei fondi europei, nel 2008 sono stati presentati vari progetti per riqualificare la zona, in primis la costruzione di una sede distaccata della facoltà di medicina dell'Università Federico II.
Il complesso universitario di Scampia, inaugurato nell'ottobre 2022, è ubicato in viale della Resistenza in un edificio di forma circolare, sorto sulle macerie della vela H. La struttura, progettata dall'architetto Vittorio Gregotti, ospita i corsi di laurea triennale e magistrale delle professioni sanitarie.
Il 3 maggio 2016, gli abitanti del quartiere hanno visto la prima delle nuove assegnazioni abitative per lo sgombero e riqualificazione delle vele.

## Monumenti e luoghi d'interesse

### Architetture civili

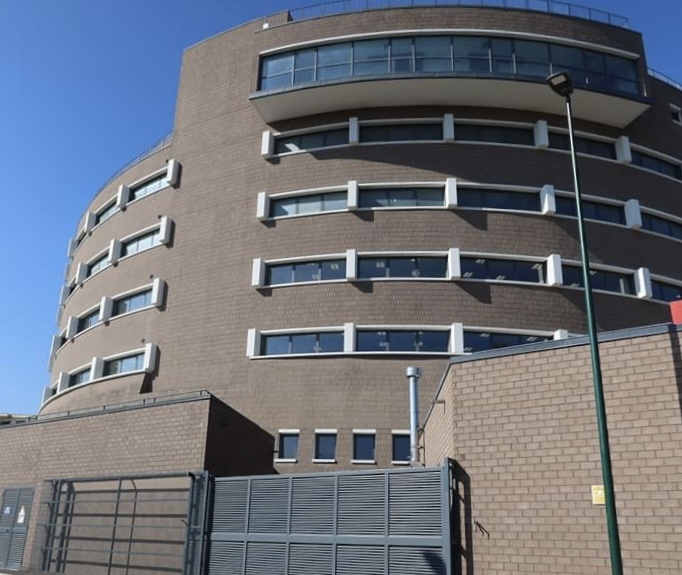
Università degli Studi di Napoli Federico II, sede di Scampia.

- Complesso Scampia dell'Università degli Studi di Napoli Federico II:
- Vele di Scampia.

### Architetture religiose
- Chiesa di Santa Maria Maddalena, su via Attilio Micheluzzi;
- Chiesa di San Giuseppe Moscati, su via Galileo Galilei;
- Chiesa Santa Maria della Speranza, su via Arcangelo Ghisleri;
- Chiesa Evangelica Pentecostale, su via Karl Barth.
- Chiesa di Nostro Signore Gesù Cristo (Napoli) in Piazza della Libertà

### Ville e parchi
- Parco Ciro Esposito

## Società

### Tradizioni e folclore
A Scampia si svolge uno dei più importanti cortei di Carnevale della città di Napoli.
Ospita annualmente anche il Premio Secondigliano, attribuito a persone nate nel quartiere, che si distinguono in campo artistico (letteratura, teatro e musica).
All'inizio del 2019 vengono inaugurati a Scampia due murali di Jorit, dedicati a Pier Paolo Pasolini e Angela Davis. Il murale che ritrae il celebre regista è accompagnato dalla seguente citazione:
T’insegneranno a non splendere.
E tu splendi, invece.»
(Pier Paolo Pasolini, Lettere luterane)
Nel quartiere è attiva l'associazione Vo.di.Sca. (Voci di Scampia), di Rosario Esposito La Rossa e Maddalena Stornaiuolo, che ha rilevato la storica casa editrice Marotta e Cafiero editori, trasferendone la sede da Posillipo e trasformandola in una casa editrice indipendente open source.
La società si è anche lanciata nel settore musicale con l'etichetta discografica indipendente Marotta&Cafiero Recorder, pubblicando cd musicali e vinili.
Nel 2013, all'interno dell'ottocentesco Teatro Bellini di Napoli, ha aperto la prima libreria della casa editrice, raddoppiata nel 2014 con il secondo punto vendita di Scampia.
Nel 2016 viene rifondata a Scampia anche la casa editrice Coppola editore, fondata nel 1984 da Salvatore Coppola a Trapani, nota per il suo impegno nel contrasto alla criminalità organizzata e per aver inventato i "Pizzini della Legalità".

## Infrastrutture e trasporti

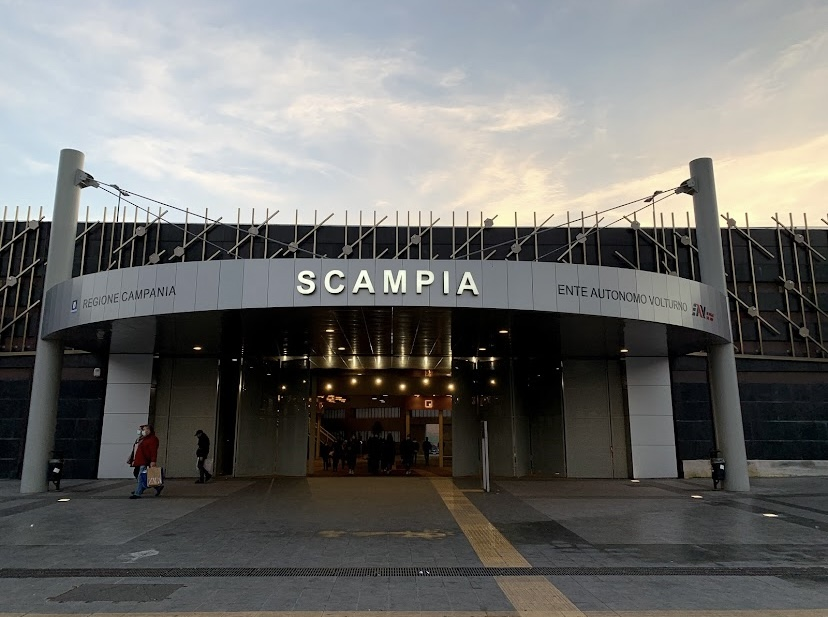
Stazione di Piscinola-Scampia della linea 1 della metropolitana di Napoli.

L'abitato è servito dalla stazione di Piscinola-Scampia della linea 11, metropolitana gestita dall'Ente Autonomo Volturno (EAV) e anche conosciuta come linea Arcobaleno, ricostruzione della vecchia ferrovia Alifana Bassa che fu in servizio fino al 1976. La stazione è integrata all'omonima fermata della linea 1 della metropolitana di Napoli.
Scampia è collegata con la contigua area urbana di Napoli dalle autolinee ANM, nonché con i comuni limitrofi mediante le linee della ex CTP.
Tra il 1882 e il 1959 il quartiere era servito da una stazione della tranvia Napoli-Aversa/Giugliano, gestita dalla Société Anonyme des Tramways Provinciaux (SATP).